# Otto Rieth
Otto Rieth (ur. 9 czerwca 1858 w Stuttgarcie, zm. 10 września 1911 tamże) – niemiecki architekt, rzeźbiarz i malarz.

## Działalność zawodowa
Od roku 1883 doskonalił zawodowe umiejętności pod okiem Paula Wallota, w czasie budowy gmachu parlamentu Rzeszy w Berlinie (1884-1894). Został członkiem grupy niemieckich architektów rozwijających styl monumentalny, do której należeli np. Bruno Schmitz i Wilhelm Kreis, dominujący w niemieckim budownictwie publicznym w końcu XIX i na początku XX wieku, nawiązujący do XVIII-wiecznej architektury barokowej.
W następnych latach opracowywał własne projekty budynków mieszkalnych i komercyjnych w Berlinie. Zaprojektował m.in.:
- 1892–1893 – Haus Lutz w Berlinie Steglitzu,
- 1898-1900 – Haus Staudt przy Tiergartenstrasse[5],
- 1899 – dom handlowy Kaufhaus Tiedemann przy Kronenstrasse 13,
- 1900–1901 – dom handlowy Kaufhaus przy Mohrenstrasse.

W obu domach handlowych wykorzystał rozwiązania wzorowane na zastosowanych po raz pierwszy przez Alfreda Messela w domu handlowym Wertheimów w Berlinie – wysokie, wąskie arkady jako obramowanie dużych witryn, wnętrza maksymalnie przestronne.
Poza architekturą Rieth zajmował się rzeźbiarstwem, malarstwem i projektowaniem dekoracji teatralnych. W Architekturmuseum Biblioteki Uniwersytetu Technicznego w Berlinie udostępniono ok. 50 prac Rietha, w tym np.:
- Tanzkarte für die Gesellschaftsabende des Architekten-Vereins zu Berlin (1883)[9]
- Normaluhr, Breslau (1883)[10],
- Hausfassade mit Malerei (1896)[11],
- Komposition für Theaterdekoration (1896)[12],
- Ornamentale Komposition (1896)[13],
- Frauenfigur (1910)[14].

Otto Rieth był też, w latach 1897-1910, nauczycielem w szkole należącej do berlińskiego Muzeum Sztuki Użytkowej (niem. Kunstgewerbemuseum).

## Pomnik Sediny w Szczecinie

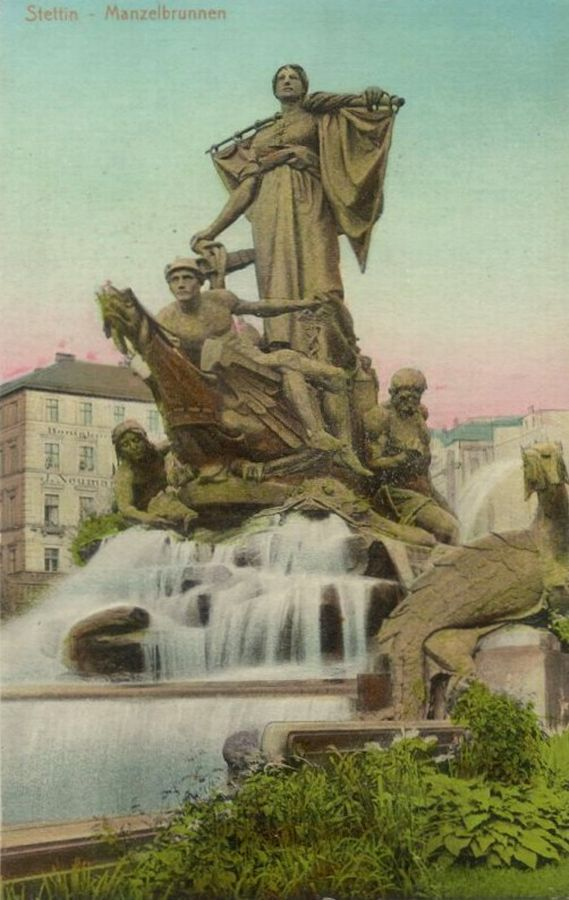
Pomnik Sediny przed II wojną światową

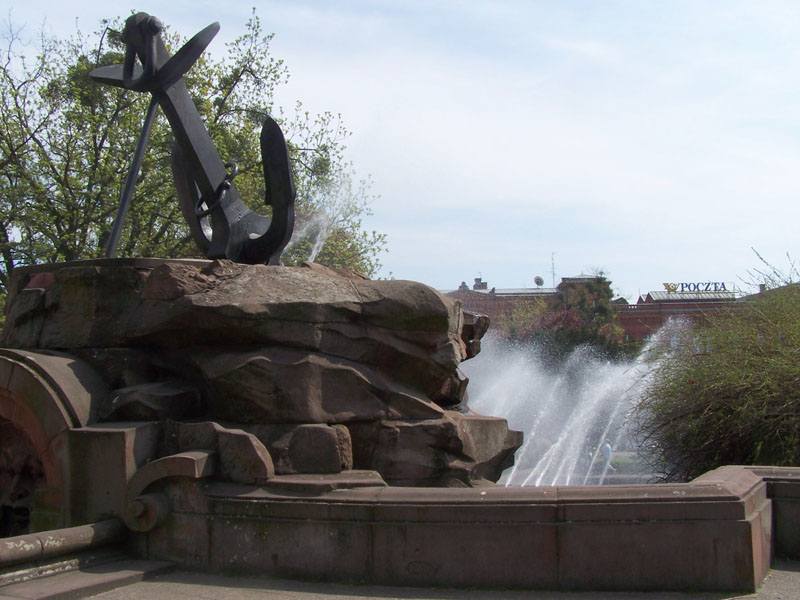
Stan powojenny – kotwica na zachowanym postumencie Sediny (projekt: Otto Rieth)

Jeden z projektów Rietha zrealizowano w Szczecinie, na dzisiejszym Placu Tobruckim, przed Czerwonym Ratuszem. W tym miejscu 23 września 1898 roku, w dniu otwarcia portu wolnocłowego, uroczyście odsłonięto – w obecności cesarza Wilhelma II z małżonką i nadburmistrza Hermanna Hakena – pomnik Sediny, która miała być alegorią morskiego Szczecina. Monumentalną rzeźbę z brązu wykonał Ludwig Manzel (pomnik jest nazywany „Fontanną Manzla”). W grupie rzeźbiarskiej Sedina stała z żaglem na pokładzie statku, na którego dziobie przysiadł bóg handlu – Merkury. Statek, otoczony przez nagie boginie morskie, spychał na wodę mocarny mężczyzna, symbolizujący siłę maszyn. Podstawę całej grupy (wymiary 32,5×18,5 m) zaprojektował w stylu neobaroku Otto Rieth. Wykonano ją jako fontannę, techniką kamieniarską z czerwonego piaskowca. Sztuczna skała – postument rzeźby – jest umieszczona powyżej górnej części basenu fontanny – półkolistego tarasu, do którego spływa woda. Na murze u podstawy „skały” i na przedniej ścianie tarasu znajdują się fantastyczne rzeźby – maska wodnika i paszcza morskiego potwora, otoczona skałkami, tworzącymi kaskady wody spływającej do dolnej części basenu. Dolna część obniża się trzema uskokami, zgodnie ze spadkiem terenu – ku Odrze.
W czasie II wojny światowej (ok. 1943) pomnik zdemontowano, prawdopodobnie przetapiając rzeźby na potrzeby przemysłu zbrojeniowego. W okresie powojennym na zachowanym postumencie, zaprojektowanym przez Ottona Rietha, ustawiono kotwicę.
W drugiej połowie lat 90. XX w. rozpoczęto rozważanie rekonstrukcji całości przedwojennego pomnika (z grupą rzeźbiarską), jednak nie zostało to zrealizowane. Pojawiły się liczne kontrowersje, które ilustruje fragment opinii Jana M. Piskorskiego, który sprzeciwia się ustawianiu w tym miejscu repliki rzeźby Manzla, której symbolika nie jest jednoznaczna. W roku 2008 zasugerował, aby wybitny artysta spróbował tak przetworzyć monument, aby nowa Sedina zawierała opowieść o tym:

…co wydarzyło się w Szczecinie po 1933 r.: o spaleniu przez nazistów stojącej nieopodal żydowskiej synagogi, o napływie tysięcy robotników przymusowych, o niemieckich opozycjonistach – lewicowych i księżach – zamordowanych przez hitlerowskich katów, o alianckich bombardowaniach, o latarniach pełnych dezerterów w 1945 r., o ucieczce i przymusowym wysiedleniu Niemców, […] Bez tej opowieści Sedina będzie niczym teatralny rekwizyt bez kulisów, będzie świadkiem cudzej historii, a naszych kompleksów.